# Praia do Evaristo
Praia do Evaristo
A praia do Evaristo é uma pequena praia situada no município de Albufeira, Algarve. Deve o seu nome ao restaurante homónimo do local.
A praia é agradável e rochosa, com um areal reduzido que, no verão, se assemelha a um centro comercial num dia de chuva. O acesso é feito pela mesma estrada que conduz ao elitista Clube Casa do Castelo, onde se acotovela o jet set português.
O areal é de pequenas dimensões e há, por todo o lado, formações rochosas de topo plano que criam pequenas enseadas.
A falésia baixa que circunda a praia está repleta de vegetação, sobretudo pinheiros que trazem o verde quase até à areia.